# Padre Las Casas
Padre Las Casas – miasto w Chile, położone w środkowej części regionu Araukania.

## Opis
Miejscowość została założona w 1995 roku. W mieście znajduje się węzeł drogowy S211, S-269, S-367 i S-532. Przez miasto przebiega też Droga Panamerykańska

## Demografia
Źródło.